# Ignacio Quereda
Ignacio Quereda Laviña (Madrid, 24 de julio de 1950) es un entrenador de fútbol español. Tras su dimisión como entrenador de la Selección femenina de fútbol de España, no dirige ningún otro equipo.
La periodista Danae Boronat describe en su libro No las llames chicas, llámalas futbolistas las vejaciones que sufrieron las futbolistas de la selección española por parte de Ignacio Quereda, quien fuera seleccionador durante 27 años, cuando fue relevado de su cargo por Jorge Vilda. Así mismo, el tema es tratado en el documental Romper el silencio: la lucha de las futbolistas de la Selección de Movistar +.

## Clubes

### Como entrenador
| Club                         | País   | Temporada   |
| ---------------------------- | ------ | ----------- |
| Selección femenina de España | España | 1988 - 2015 |